# Sidi Hadjeres
Sidi Hadjeres (em árabe: سيدي ھجرس) é uma cidade e comuna localizada na província de M'Sila, Argélia. Segundo o censo de 2008, a população total da cidade era de 6 686 habitantes.